# 肉体の門 (1988年の映画)
『肉体の門』（にくたいのもん）は、1988年公開の日本映画。主演：かたせ梨乃、監督：五社英雄。東映京都撮影所製作、東映配給。本作は、五社にとって最後の東映作品である。
田村泰次郎の小説『肉体の門』5回目の映画化。「女の情念を描く」と評される五社作品の中では、脚本の笠原和夫による戦争への問題意識が加わった異色作でもある。映画ポスターのキャッチコピーは、「うっかり抱くと危ないよ！1947夏 爆（は）ぜる女の謝肉祭（カーニバル）」。
かたせ梨乃や西川峰子ら、女優たちの潔い脱ぎっぷり、裸での絡みシーンも多く、五社映画らしい女同士の争いと男女の絡みシーンが話題となった。
1990年代後半に地上波の放送コードが規制されるまではゴールデンタイムにも放送されていた。

## あらすじ
時代は日本敗戦直後。東京・有楽町の廃墟ビルに住むパンパングループ、浅田せんたちは、米兵とは絶対に寝ないという掟のもとに結束していた。彼女たちの夢は、金を溜めてダンスホールを開業することである。仲間の町子の裏切りや、特攻隊の生き残り・新太郎の看病、せんのライバルであるお澄の米兵への復讐の手伝いなどを経て、女たちはそれぞれの道を歩むことになる。

## スタッフ
- 監督 - 五社英雄
- プロデューサー - 厨子稔雄、天野和人
- 原作 - 田村泰次郎『肉体の門』
- 脚本 - 笠原和夫
- 企画 - 日下部五朗、佐藤雅夫
- 撮影 - 森田富士郎
- 音楽 - 泉盛望文
- 美術 - 西岡善信、今井高瑞、石原隆
- 編集 - 市田勇
- 録音 - 堀池美夫
- スチール - 中山健司
- 助監督 - 鈴木秀雄
- 照明 - 増田悦章

## 出演
- 浅田せん - かたせ梨乃
通称『関東小政(かんとうこまさ)』
彫留に左足の太ももに「関東小政」の文字と赤いバラの模様の刺青を入れてもらった。戦後ひとりぼっちになって、食べていくために仕方なく娼婦になった。自身は娼婦の仕事について、「持ってあと3年だろう」と見切りをつけている。
彫留によるとせんは、「3月10日の東京大空襲により家や家族を亡くし、自身は川崎の工場にいたため助かった。焼け野原で何日もお腹をすかせていた所、復員兵から白飯をもらいお礼に処女を捧げたその相手が後に伊吹だったことがわかった」とのこと。加えて女学校を卒業しているとも語られている。
初めての男である伊吹に恋心を抱いている。戦争を始めた男たちや敵国であるアメリカ人を激しく憎んでいる。

- 彫留 - 芦田伸介
入れ墨の彫り師。タバコの販売も行っている。せんたちのアジトそばの川に停泊させた小さな木造船を住居兼仕事場にしている。ちなみに作中では橋が壊れているため、この船の甲板を橋代わりに使われている。面倒見の良い性格でせんの良き理解者。せんからは、「留さん」と呼ばれて慕われており、自身は父親のように見守っている。

- 伊吹新太郎 - 渡瀬恒彦
通称『コルトの新』
元陸軍上等兵。瀕死の状態でせんたちのアジトに倒れていたところを助けてもらった。戦時中はボルネオ島で戦い、人差し指を撃たれた。その影響で神経がやられたため、中指と薬指でタバコを持って吸っている。袴田とは若い頃に現在の袴田組のシマ辺りで、暴れまわった仲。普段はドスの利いた感情を抑えた話し方だが、生きた牛を盗んできてせんたちと食べるためにビルから突き落として死なせるなど時に豪快で荒い性格も見せる。

### せんの仲間たち
- 菅マヤ - 加納みゆき
通称『ボルネオマヤ』
義理人情に厚く心優しい性格。戦争で兄をボルネオ島で亡くしている。瀕死だった伊吹を介抱してあげようと言い出したり、仲間からのリンチに遭う町子などを助けようとしている。「パラダイス」を作ることを提案した人物。
- 安井花江 - 山咲千里
通称『フーテンのろく』
仲間になり始めた頃から町子のことがあまり気に入っていなかった。せんのことを「兄貴」と呼んでいる。
- 乾美乃 - 長谷直美
通称『ジープのみの』
アメリカ人に対してせんほど憎しみを持ってはおらず、爆発する可能性のあるビルに怯えながら仕事を続けるより、戦争花嫁としてアメリカに行くことも悪くないとの考えを持っている。
- 本庄光代 - 芦川よしみ
通称『きすぐれ(泥酔、酒飲みなどの意味)のミッチ』
将来的には「パラダイス」を作り、娼婦を辞めてみんなでダンスホールの仕事をするのが夢。
- 柴田幸子 - 松岡知重
通称『ベイビー』
口が不自由で話せず、手話で意思表示している。ただし耳は聞こえるようで、せんたちの指示で動いている。
- 菊間町子 - 西川峰子
せんたちが娼婦の取り締まりから逃げている時に偶然出会ったモンペ姿の女。せんたちの仲間になると明るい色使いの着物を着て体を売るようになった。当初、陸軍中尉の夫を戦争で亡くした、大人しい未亡人を演じていた。しかし実際は気性の激しい女で後に袴田の妾になったり、せんたちを裏切る。

### らくちょう一家
- きたがわ澄子 - 名取裕子
通称『らくちょうのお澄』
らくちょう一家のリーダー。廃車のバスをアジトにしている。白や黒を基調としたドレスとつばの広い帽子と白手袋などのシックなファッションに身を包んでいる。お澄は洋装だが妹分たちの多くは和装で仕事をしている。ピアノが弾けるようで作中では『A列車で行こう』を弾くシーンがある。せんと会った頃は敵対していたが、タイマン(1対1の決闘)を経て、同士のような存在になる。
作中では「元は郵便局で働いていたが、戦後サージャン専門の娼婦になった」と語っている（詳しくはロバートの欄）。
- 大森銀子 - 松居一代
通称『血桜お銀』
お澄の妹分。仲間のテリーがせんたちにシメられたため、お澄の命令のもとケジメを付けさせるためにマヤのところへやって来た。
- ビッグママお京 - マッハ文朱
お澄の妹分。長身で力が強い。テリーを痛めつけたマヤとタイマンで闘い、激しいケンカを繰り広げた。

- テリー - 小野沢智子

お澄の妹分。せんたちのシマで体を売った(勝手に商売をした)ためにシメられた。

### 袴田組
- 袴田義男 - 根津甚八
袴田組の親分。自分のシマの商店街を「袴田組マーケット」として取り仕切っている。せんたちのアジトであるビルがある場所は作中では将来的に一等地になるとされ、ここを狙っている。白いパナマ帽をかぶっている。自身のシマにある川から進駐軍の遺体が上がり、その刺し傷から袴田組に容疑がかかる。本人によると「戦時中はフィリピンの山の中で戦友の肉を食って生き延びた」と言っている。
- 青木 - 汐路章
袴田組の組員。下っ端の組員のまとめ役。
- 大迫 - 志賀勝
袴田組の組員。詳細は不明だが、なぜかカタコトの日本語を話す。
- サブ - 光石研
袴田組の組員。

### その他
- 上海お時 - 椎名友美
- 新堀の愛子 - 久米朗子
- ガモスのお蝶 - 勇家寛子
- キヨミ - 福田直美
- ロバート - ディック・バトルウォーサー
お澄の母と妹の仇。戦後進駐軍としてお澄の母と妹が営む散髪屋に仲間たちとやってきて、2人をレイプした後殺した。
- キャプテンフォードオフィサー - クロード・チアリ

## せんたちのグループについて

### グループの３つの決まり事
- 稼ぎは平等に分けること。
- 稼ぎの一割は、「パラダイス」の資金に回すこと。
- 稼ぎにならない色恋沙汰はしないこと。

この決まりを破った者は、皆に焼きを入れられて追い出される。

### せんたちのアジトと「パラダイス」について
せんたちは戦争によってボロボロになったビルをアジトにしており、内部には2年前の戦争で落とされたが爆発しなかった不発弾の一トン爆弾がある。不発弾は細いロープで、かろうじて宙に浮いて不安定な状態に固定されている。振動や何かの衝撃で爆発する可能性があるので、袴田組もうかつに手出しできないでいる。せんたちは手作りの鳥居と共に「一トン神社の本尊」として守り神のように大事にしている。
作中に出てくる「パラダイス」とは、将来作ろうとしているダンスホールのことである。お金を貯めてアジトであるボロボロのビルをダンスホールに改装するつもりだと言っている。

## 製作

### 撮影
五社英雄の娘・五社巴が『鬼龍院花子の生涯』で名声を掴むまでは「五社にかかったら何をされるか分からない。間違いなく脱がされるだけと女優の間で敬遠されていた」と話しているように、本作でも女優のヌードは勿論、2019年の今日ではコンプライアンス違反にあたると見られる危険な撮影が行われた。壮絶なリンチシーンは皆、思いっ切り殴り蹴り。
映画の主な舞台である関東一家のアジト「新橋の廃ビル」は、内部のシーンは太秦の東映撮影所で撮影された。ビルの外側の撮影は琵琶湖湖畔のオープンセットで撮影され、芦田伸介演じる彫師が乗る船は、実際に琵琶湖に浮かべて撮影された。また、冒頭のせんたちがGHQの検挙から線路上を走って逃げる場面は、JRの車両基地を使って撮影された。
本作の物語は夏の設定だが、撮影は1987年の12月から始まり、1988年1月クランクアップ。
。同様に真冬に撮影された五社映画『吉原炎上』と同じく、セリフを言う時に役者たちの息が白くならないよう、事前に口に氷を入れて冷やしてから本番に臨んだ。また、本作の撮影期間は、太秦の東映撮影所のすぐ近くのマンションの一室を西川峰子が借り、その部屋で長谷直美、芦川よしみと3人で寝起きしていた。長谷と芦川は、西川から「冬は底冷えとなる京都での撮影は過酷だから、空き時間に気軽に休めるように」と部屋に来るよう誘ってくれたとのこと。
東映京都撮影所で撮影中の1988年1月16日夜10時頃、マッハ文朱扮するビッグママお京が通り過ぎた直後に丸太小屋が崩れ落ちるシーンを撮影中、手違いでマッハの頭に長さ3m、直径20cmの丸太ん棒がドカーンと当たり、マッハは床のコンクリートに頭を強烈に打ち、2、3回バウンドし気を失い大怪我、そのまま入院した（別の記事では、「大事に至らなかったが、念の為病院で一泊して撮影に復帰した」とされる）。丸太が当たった際、マッハの「痛い！」という絶叫が現場に響いたが、本作ではその声をなくした上で映像がそのまま使われている。
上記のマッハの大怪我があったばかりなのに、浅田せん（かたせ梨乃）ときたがわ澄子（お澄・名取裕子）の互いの腕をロープで繋ぎタイマンのデスマッチをするシーンで、入念なリハーサルの後、五社が「おい、ドスを本物に取り替えろ」と指示した
。棒切れで闘う名取は「刺される！」とド緊張し、何とか大事なく撮影を終えたが全員グッタリした。ただし、このドスについて当時若手プロデューサーだった天野和人は、「さすがにそれはないと思う。現場でもそんな話はありませんでした」と回想している。また、五社巴は「流石に偽物のナイフだと思います。サービス精神が旺盛な父は話を大きくしがちでしたし」と否定している。
当初の台本では、長谷演じる“ジープのみの”の異名の通り、彼女がジープの米兵相手に争うシーンなど出番が他にもあった。しかし、長谷は当時東京でドラマ『太陽にほえろ!』の撮影を掛け持ちしており、本人は「『肉体の門』の他の女優さんたちに比べて役への没入が足らないと思われたらしく、いつの間にかそれらのシーン自体なくなってしまいました」と回想している。
せんとお澄がジルバを踊るシーンでは、かたせと名取がお互いに見せ場の一つになると考えた。このため、2人は撮影の合間を縫って撮影所にある大きな鏡張りの部屋で特訓してから撮影に臨んだ。
根津甚八演じる袴田と、西川峰子演じる町子との濡れ場でテーブルが倒れるが、これはテーブルの脚に繋いだロープを見えない状態でスタッフが引っ張って倒している。
お澄が米兵から銃撃を受けて川に沈んで最期を迎えるシーンでは、名取が衣装の下にウエットスーツを着た状態で冬の琵琶湖に入っている。
本作の終盤で死ぬ前のせんが白いドレスを着て印象的なシーンを演じているが、天野によると「あれは五社監督なりの死に装束だと思います」と語っている。
巨大な不発弾の爆発シーンの、爆風で仁支川峰子の顔全体が激しく振動する演出は、記憶に残るシーンとして公開後に話題となった。このシーンは元々台本になく、撮影時に五社が付け加えたものである。撮影現場では、仁支川の顔の近くで水素ボンベを噴射させたものをハイスピードカメラで撮影された。後に仁支川は、「首の骨が折れるんじゃないかと思ったほどの衝撃だった」と話している。